# Кольцо частных
Кольцом частных S−1R коммутативного кольца R (с единицей) по мультипликативной системе {\displaystyle S\subset R} называется пространство дробей с числителями из R и знаменателями из S с арифметическими операциями и отождествлениями, обычными для дробей.
Используется также термин локализация кольца R по множеству S. Этот термин происходит из алгебраической геометрии: если R — это кольцо функций на алгебраическом многообразии V, то для того, чтобы изучить локальные свойства этого многообразия в точке p, обычно рассматривают множество функций, которые не равны нулю в этой точке и локализуют R по этому множеству.
Обычное обозначение для локализации (или кольца частных) — S−1R, однако в отдельных случаях чаще употребляют другие обозначения. Так, если S — дополнение простого идеала I, локализация R обозначается как RI (и называется локализацией кольца по простому идеалу), а если S — множество всех степеней элемента f, используется обозначение Rf. Последние два случая являются фундаментальными для теории схем.

## Определение
Мультипликативной системой в кольце R называется подмножество S в R, содержащее 1, не содержащее нуля и замкнутое по умножению (в кольце R). Для мультипликативной системы S множество {\displaystyle I_{S}=\{a\in R:\,\exists s\in S,\,as=0\}} образует идеал в кольце R. В случае, когда множество S не содержит делителей нуля кольца R, идеал {\displaystyle I_{S}} состоит только из нуля и система S называется регулярной. Если R — целостное кольцо, в нём всякая мультипликативная система регулярна.
Элементами кольца частных кольца R по мультипликативной системе S являются формальные дроби вида r/s, где r — произвольный элемент R, а s — элемент множества S. Две дроби {\displaystyle r_{1}/s_{1}} и {\displaystyle r_{2}/s_{2}} считаются эквивалентными (представляют один и тот же элемент кольца частных), если {\displaystyle r_{1}s_{2}-r_{2}s_{1}\in I_{S}}.
Операции сложения и умножения определяются как обычно:
{\displaystyle r_{1}/s_{1}+r_{2}/s_{2}=(r_{1}s_{2}+r_{2}s_{1})/s_{1}s_{2}}
{\displaystyle r_{1}/s_{1}*r_{2}/s_{2}=r_{1}r_{2}/s_{1}s_{2}}
Проверяется, что, если в сумме или произведении дроби заменить на эквивалентные, новый результат будет выражаться дробью, эквивалентной прежней. С такими операциями множество {\displaystyle S^{-1}R} приобретает структуру коммутативного кольца с единицей. Нулём в нём служит дробь 0/1, единицей — дробь 1/1.

## Поле частных
Если R — область целостности, множество всех его ненулевых элементов образует мультипликативную систему. Кольцо частных по этой системе является полем и называется полем частных или полем отношений, оно обычно обозначается Frac(R) или Quot(R). Все элементы поля частных имеют вид a/b, где a, b — элементы R и b ≠ 0, с обычными арифметическими правилами сокращения числителя и знаменателя, сложения и умножения. Легко видеть, что поле частных — наименьшее поле, в которое можно вложить R. Например, поле частных поля изоморфно самому полю.
Существует естественное вложение кольца в своё поле частных, отправляющее a в a/1. Поле частных кольца R удовлетворяет следующему универсальному свойству: если h : R → F — инъективный гомоморфизм колец из R в поле F, то существует единственный гомоморфизм колец g : Quot(R) → F, который совпадает с h на элементах R. Это универсальное свойство можно выразить такими словами: поле частных — это стандартный способ сделать элементы кольца обратимыми, соответственно, кольцо частных — это стандартный способ сделать некоторое подмножество элементов кольца обратимыми.
В терминах теории категорий конструкцию поля частных можно описать следующим образом. Рассмотрим категорию, объекты которой — целостные кольца, а морфизмы — инъективные гомоморфизмы колец. Существует забывающий функтор из категории полей в эту категорию (так как все гомоморфизмы полей инъективны). Оказывается, что у этого функтора существует левый сопряжённый, он и сопоставляет целостному кольцу его поле частных.

## Свойства
- Кольцо частных имеет каноническую структуру алгебры над кольцом R, так как вместе с кольцом S−1R сразу определён и канонический гомоморфизм кольца R в S−1R (каждому элементу r из R соответствует дробь r/1). Ядром этого гомоморфизма является идеал {\displaystyle I_{S}}. В случае, если система S регулярна (не содержит делителей нуля), этот гомоморфизм инъективен, и кольцо R, таким образом, вложено в своё кольцо частных по системе S. При этом дробь r/s является единственным решением уравнения sx = r.
- Если оба элемента r и s принадлежат S, тогда в кольце S−1R содержатся дроби r/s и s/r. Их произведение равно 1, следовательно, они обратимы. Обратно: каждый обратимый элемент кольца S−1R имеет вид er/s, где r и s принадлежат S, а e — обратимый элемент кольца R.
- Если R — евклидово кольцо, то всякое кольцо, промежуточное между R и его полем частных, является кольцом частных кольца R по некоторой мультипликативной системе S.
- Если система S состоит из одних только обратимых элементов кольца R, канонический гомоморфизм кольца R в S−1R превращается в изоморфизм, так как каждая дробь r/s оказывается сократимой в кольце R.
- Существует биекция между множеством простых идеалов S−1R и множеством простых идеалов R, не пересекающихся со множеством S (индуцируемая гомоморфизмом R → S −1R). Важный частный случай этого свойства: локализация кольца по простому идеалу p даёт локальное кольцо, единственный максимальный идеал которого порождён образами элементов p.

## Примеры
- Полем частных кольца целых чисел {\displaystyle \mathbb {Z} } является поле рациональных чисел {\displaystyle \mathbb {Q} }.
- Степени числа 10 в {\displaystyle \mathbb {Z} } образуют мультипликативную систему. Кольцом частных по ней будет кольцо конечных десятичных дробей.
- Полем частных кольца многочленов {\displaystyle k[X_{1},X_{2},...,X_{n}]} над полем k будет поле рациональных функций {\displaystyle k(X_{1},X_{2},...,X_{n})}.
- Чётные числа в {\displaystyle \mathbb {Z} } образуют простой идеал. Локализацией кольца {\displaystyle \mathbb {Z} } по нему будет кольцо рациональных дробей, у которых в несократимом виде знаменатель — нечётное число.
- Рассмотрим кольцо многочленов k[x] и f = x. Тогда Rf — кольцо многочленов Лорана[англ.] k[x, x−1].

## Модули частных
Примерно такую же конструкцию можно применить и к модулям и для произвольного A-модуля M рассмотреть модуль частных S−1M. А именно, пусть {\displaystyle I_{S}} — множество элементов модуля, аннулируемых умножением на какой-либо элемент мультипликативной системы S, легко проверить, что это множество замкнуто относительно сложения и умножения на элемент кольца. Модуль частных S−1M — это множество формальных дробей вида m/s с отношением эквивалентности {\displaystyle r_{1}/s_{1}\equiv r_{2}/s_{2}}, если {\displaystyle r_{1}s_{2}-r_{2}s_{1}\in I_{S}}, с обычной операцией сложения дробей, а также с операцией умножения на элементы кольца S−1A вида m/s * a/s' = am/ss'.
Пусть {\displaystyle u:M\to N} — гомоморфизм A-модулей, он индуцирует гомоморфизм S−1A-модулей {\displaystyle S^{-1}u:S^{-1}M\to S^{-1}N}, отображающий m/s в u(m)/s. Очевидно, что {\displaystyle S^{-1}(u\circ v):S^{-1}u\circ S^{-1}v}, то есть операция S−1 является функтором. Более того, этот функтор является точным. Из этого следует, что если {\displaystyle M'} является подмодулем {\displaystyle M}, то и {\displaystyle S^{-1}M'} является подмодулем {\displaystyle S^{-1}M}. Если же мы рассмотрим два подмодуля данного модуля, то применение к ним S−1 перестановочно со взятием суммы модулей, пересечения модулей и взятием фактормодуля.
Существует представление модуля частных при помощи тензорного произведения: {\displaystyle S^{-1}M\cong S^{-1}A\otimes _{A}M.} Из этого представления и из точности функтора локализации следует, что модуль {\displaystyle S^{-1}M} является плоским.

## Локальные свойства
Свойство P кольца A (или A-модуля M) называется локальным если следующие утверждения эквивалентны:
- A (соотв. M) обладает свойством P,
- AI (соотв. MI) обладает свойством P для всех простых идеалов I кольца A.

Можно привести следующие примеры локальных свойств: свойство модуля быть равным нулю, свойство гомоморфизма быть инъективным или сюръективным (нужно рассматривать гомоморфизмы, индуцированные локализацией), свойство модуля быть плоским.